# 直球對決
《直球對決：KANO 電影幕後紀實》（The Confrontation: A documentary on KANO），是一部完整紀錄《KANO》從電影前製期籌備、拍攝期到殺青的一部紀錄片，片中紀錄籌備及拍攝時電影團隊經歷種種艱辛的實況，導演為蘇美玉與龔萬祥。
本片紀錄了魏德聖如何轉換身份擔任監製工作、導演馬志翔如何面對這麼大場面與製作的挑戰以及果子電影幕後團隊又經歷了一次怎樣的成長，是一部忠實呈現電影製作始末的一部紀錄片。

## 電影概要
《直球對決：KANO 電影幕後紀實》紀錄片內容由《KANO》的電影前製籌備期以及拍攝期所構成，而前製期則針對「演員訓練」加以著墨，包括表演訓練、體能訓練、日語課程以及與飾演等等；拍攝期則針對了許多艱困的拍攝場面拍出演員及劇組如何同心協力地關關難過關關過。
本片於2014高雄電影節首映。

## 主要製作團隊
- 企劃：陳嘉妤
- 行政會計：曾千慈
- 行銷團隊：曾淑華、陳宇鳳
- 導演：蘇美玉、龔萬祥
- 攝影：龔萬祥、蘇美玉、詹晨智、盧彥中
- 剪輯：黃懿齡、蘇美玉
- 日文字幕翻譯：林佳慧、游雯婷
- 日文字幕校稿：原田祐希
- 訪問聽打：翁煌德
- 配樂：呂欣翰
- 混音：尚雅藝術有限公司 胡序嵩
- 後期調光：蘇佩亭 Penny Chou
- 套片字幕：李士育、陳映芳
- 片名設計：翁瑞雄
- 器材支援：盧彥中、陳啟宏、葉明廣、黃晧傑、王嬿妮、陳芯宜

## 電影連結
- 直球對決 KANO電影幕後紀實 PART 1 （页面存档备份，存于）
- 直球對決 KANO電影幕後紀實 PART 2 （页面存档备份，存于）
- 直球對決 KANO電影幕後紀實 PART 3 （页面存档备份，存于）